# U.S. Route 51
U.S. Route 51 (ou U.S. Highway 51) é uma autoestrada dos Estados Unidos.
Faz a ligação do Sul para o Norte. A U.S. Route 51 foi construída em 1926 e tem 1 286 milhas (2 070 km).

## Principais ligações
Autoestrada 20 em Jackson

 Autoestrada 40 em Memphis

 Autoestrada 55/Autoestrada 74 em Bloomington

 Autoestrada 80 em La Salle

 Autoestrada 90 em Rockford